# 尼特達爾
尼特達爾（挪威語：Nittedal）是挪威阿克什胡斯郡的市镇，为挪威傳統地區羅梅里克的一部分。行政中心为羅特尼斯。市镇面积为186平方公里，2006年人口数量为19,722人。
尼特達爾於1838年1月1日成为一个市镇。